# Dazzle
Dazzle è un singolo del gruppo musicale inglese Siouxsie and the Banshees, pubblicato il 25 maggio 1984 come secondo e ultimo estratto dall'album Hyæna.

## Il disco
La canzone inizia con una graduale dissolvenza di una sezione d'archi orchestrale e progredisce a maestoso inno, trascinato dalla batteria. I testi "swallowing diamonds/A cutting throat" sono tratti dalla scena finale de Il maratoneta, dove Laurence Olivier è costretto a ingoiare i diamanti. La voce di Sioux è accentuata da ampi effetti di riverbero.
La sezione d'archi che apre il brano è in realtà chiamato Baby Piano (una scarna demo di pianoforte e la versione finale della sezione d'archi sono state entrambe incluse come tracce bonus sulla ristampa del 2009 di Hyæna).
Dazzle è stato pubblicato il 25 maggio 1984 come secondo singolo dal sesto album in studio Hyæna. Ha raggiunto il n° 33 della classifica britannica ed è stato l'undicesimo top 40 di Siouxsie and the Banshees.

## Tracce
Testi di Sioux, musiche di Siouxsie and the Banshees, tranne ove indicato.

### 7"
Lato A
1. Dazzle

Lato B
1. I Promise

### 12"
Lato A
1. Dazzle (7 Mins Plus Glamour Mix) - 7:06

Lato B
1. I Promise - 4:39
2. Throw Them to the Lions - 4:52 (testo: Severin)

## Formazione
- Siouxsie Sioux - voce, carillon
- Steven Severin - basso, tastiere, chitarra
- Budgie - batteria, percussioni
- Robert Smith - chitarra

### Altri musicisti
- Murray Mitchell - chitarra
- The Chandos Players - archi